# Аютла-де-лос-Либрес
Аютла-де-лос-Либрес (исп. Ayutla de los Libres) — город Мексике, в штате Герреро, центр одноимённого муниципалитета. В 2010 году имел население 15 370 человек и являлся крупнейшим населённым пунктом муниципалитета.

## История
С восстания в Аютле 1 марта 1854 года началась революция, целью которой являлось свержение диктатуры Санта-Анны и проведению реформ («План Аютла»).

## Название
Название Аютла происходит от слова на языке науатль, означающего примерно «возле места, где живёт много черепах». Часть «de los Libres» (с исп. — «свободных») появилась после восстания 1854 года.